# Валентина (ТВ серија)
Валентина (шп. Soy tu dueña) мексичка је теленовела, продукцијске куће Телевиса, снимана 2010.
У Србији је приказивана у току 2010. и 2011. на телевизији Пинк.

## Синопсис
Валентина Виљалба је млада девојка коју је живот мазио у сваком погледу. Лепа је и угледна, власница великог богаства које су јој оставили родитељи. Живи са својом тетком Исабел и рођаком Иваном. Ивана не подноси Валентину и мисли да заслужује све њено.
Сви се мења када у Валентинин живот уђе Алонсо, њен вереник, који у договору са Иваном планира да јој узме све богатство и остави је пред олтаром. Од тог тренутка Валентина престаје да буде добра, нежна и праведна девојка. Претвара се у хладнокрвну, ауторитативну жену пуну горчине која се куне да више никад неће волети неког мушкарца.
Сели се на удаљену хацијенду „Лос Каскабелес“, једну од њених својина, где упознаје Хосе Мигела, који се недавно доселио у тај регион.
За веома кратко време људи из околине је замрзе због надзорника Росенда, садисте, који чини ужасе у њено име.
Између Хосе Мигела (лепог, добродушног и поштеног мушкарца) и Валентине долази до неслагање око граница између њихових имања, на шта она одговори нападнички, а он се заљуби у њену лепоту и чврст карактер и реши да је освоји.
Упркос свим препрекама изазваним од Иване и Росенда, Валентина допушта да осећања према Хосе Мигелу истопе лед око њеног срца, превазиђе понос и препусти се љубави.

## Глумачка постава

### Главне улоге
| Глумац:          | Улога:                   | Опис лика:                                                           |
| ---------------- | ------------------------ | -------------------------------------------------------------------- |
| Лусеро           | Валентина Виљалба Ранхел | главна јунакиња, у вези са Хосе Мигелом и на крају се венчава са њим |
| Фернандо Колунга | Хосе Мигел Монтесинос    | главни јунак, у вези са Валентином и на крају се венчава са њом      |
| Габријела Спаник | Ивана Дорантес Ранхел    | негативка, убила је Бениту и Оскара, на крају почињава самоубиство   |

### Споредне улоге
| Глумац:           | Улога:                     | Опис лика:                                                                                                |
| ----------------- | -------------------------- | --- |
| Давид Зепеда      | Алонсо Пењалверт           | негативац, на крају постаје добар, био је у вези са Иваном, спасава Валентину од Росенда на венчању       |
| Силвија Пињал     | Исабел Ранхел Дорантес     | Иванина мајка                                                                                             |
| Серхио Гојри      | Росендо Гавилан            | негативац, Хосе Мигелов прави отац, опседнут Валентином, завршава у затвору                               |
| Ана Мартин        | Бенита                     | Валентинина и Иванина дадиља, убија је Ивана                                                              |
| Хосе Карлос Руиз  | Сабино Меркадо             | радник на имању Монтесинос                                                                                |
| Едуардо Капетиљо  | Орасио Акоста              | власник продавнице у селу, у вези са Габријелом                                                           |
| Жаклин Андере     | Леонор де Монтесинос       | негативка, мајка Хосе Мигела, мрзи Валентину, али на крају саветује Хосе Мигелу да се венча са Валентином |
| Ерик дел Кастиљо  | Федерико Монтесинос        | власник имања Монтесинос, Леонорин супруг, убија га Росендо                                               |
| Хулио Алеман      | Ернесто Галеана            | адвокат породице Виљалба, заљубљен у Исабел                                                               |
| Клаудио Баез      | Оскар Ампудија             | Алонсов ортак, Иванин љубавник, убија га Ивана                                                            |
| Алехандра Прокуна | Бренда Кастањо             | Алосова љубавница, има сина Сантјагита са Алонсом, умире                                                  |
| Марисол дел Олмо  | Габријела                  | учитељица у школи у селу, у вези са Орасиом                                                               |
| Фабијан Роблес    | Фелипе Сантибањес          | доктор у сеоској болници, Сандрин супруг                                                                  |
| Пол Стенли        | Тимотео                    | продавац у Орасиовој продавници, у вези са Илуминадом                                                     |
| Кристина Обрегон  | Сандра Макотела            | болницчарка, Фелипеова супруга                                                                            |
| Ана Берта Еспин   | Енрикета де Макотела       | негативка, Сандрина мајка, Моисесова супруга                                                              |
| Раул Падиља       | Отац Вентура               | свештеник                                                                                                 |
| Давид Остроски    | Моисес Макотела            | Енрикетин супруг, банкар                                                                                  |
| Фатима Торе       | Илуминада                  | радница на имању Лос Каскабелес                                                                           |
| Росана Сан Хуан   | Крисанта                   | Илуминадина мајка, бивша Росендова супруга                                                                |
| Марио дел Рио     | Филаделфио                 | Росендов саучесник                                                                                        |
| Клаудија Ортега   | Тереса де Гранадос         | радница на имању Монтесинос, Хуанова супруга, Ћуијева и Тереситина мајка                                  |
| Едуардо Ривера    | Хуан Гранадос              | радник на имању Монтесинос, Ћуијев и Тереситин отац                                                       |
| Дијего Авила      | Чуи Гранадос               | Хуанов и Тересин отац                                                                                     |
| Евелин Химена     | Тересита Гранадос          | Хуанова и Тересина ћерка                                                                                  |
| Алехандро Руиз    | Насарио Мелгарехо          | радник на имању Лос Каскабелес, убија га Росендо                                                          |
| Тони Вела         | Командант Толедо, детектив | ради на случају убиства Оскара Ампудије, Иванин љубавник                                                  |
| Хуан Карлос Серан | Либрадо Мансанарес         | шеф полиције у селу                                                                                       |